# جزیره حمودی، قنا
جزیره حمودی (به عربی: جزيرة الحمودي)، روستایی از توابع شهرستان وقف در استان قنا و کشور مصر است.

## جمعیت
براساس سرشماری سال ۲۰۰۶ مصر، جمعیت آن ۶۸۷۵ نفر(۳۳۶۷ مرد و  ۳۵۰۸ زن) بوده‌است.